# 夏煒
夏煒（1562年—？），字汝華，號耀寰、緘菴，浙江湖州府烏程縣人，民籍，明朝政治人物。

## 生平
萬曆二十八年（1600年）庚子科順天鄉試第五十三名舉人，三十五年（1607年）丁未科進士。兵部觀政，三十六年二月授湖廣武昌縣知縣，本年調遵化縣知縣，四十一年補藁城縣知縣，四十四年升工部主事，四十七年升南京工部營繕司員外郎、南京工部虞衡司郎中，天啓元年（1621年）出為江西南康府知府，四年升山西按察司副使、兵備淮海，改升江西布政使司參政、分巡湖西，六年考察調簡，崇祯元年考察去職。死於進京入覲途中。

## 家族
曾祖夏廣；祖父夏昭；父夏伯，母陸氏。從兄夏爋，兄夏煥。子胤聪、胤禎。